# Villers-au-Tertre
Villers-au-Tertre is een gemeente in het Franse Noorderdepartement in de regio Hauts-de-France. De plaats maakt deel uit van het arrondissement Douai. Villers-au-Tertre telde op 1 januari 2022 670 inwoners.

## Geschiedenis
Villers-au-Tertre kwam internationaal op het nieuws toen op 27 juli 2010 hier een lokaal echtpaar gearresteerd werd nadat op twee plaatsen in het dorp acht babylijkjes waren aangetroffen.
De gemeente maakte voor 2015 deel uit van het kanton Arleux tot het op 22 maart 2015 werd opgeheven en de gemeenten werden opgenomen in het kanton Aniche.

## Geografie
De oppervlakte van Villers-au-Tertre bedraagt 4,57 vierkante kilometer; Op 1 januari 2022 was de bevolkingsdichtheid 146,6 inwoners per km².

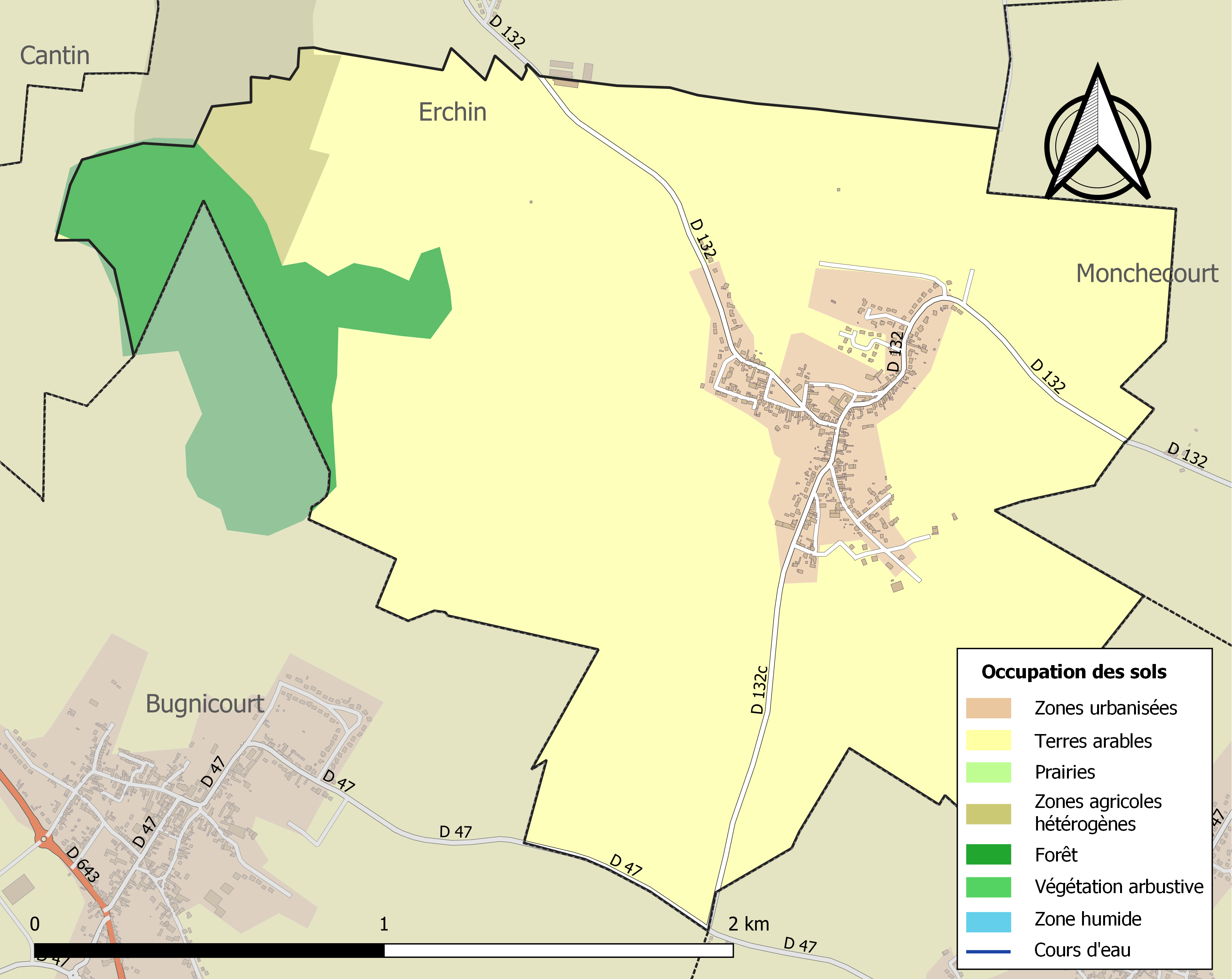
Kaart van de gemeente met belangrijkste infrastructuur, bodemgebruik en omliggende gemeenten

## Demografie
Onderstaande figuur toont het verloop van het inwonertal.
Aniche · Arleux · Auberchicourt · Aubigny-au-Bac · Brunémont · Bugnicourt · Cantin · Dechy · Écaillon · Erchin · Estrées · Féchain · Férin · Fressain · Gœulzin · Guesnain · Hamel · Lécluse · Lewarde · Loffre · Marcq-en-Ostrevent · Masny · Monchecourt · Montigny-en-Ostrevent · Roucourt · Villers-au-Tertre